# عبد القدير خان
عبد القدير خان  (1 أبريل 1936 - 10 أكتوبر 2021)، هو عالم باكستاني في الفيزياء النووية، ومهندس بعلم الفلزات علم السبائك، يعتبر عبد القدير خان الأب الروحي للبرنامج النووي الباكستاني حيث أنه المؤسس له والعنصر الأبرز في وجود أول قنبلة نووية باكستانية.

## نشأته
ولد في بوبال في الهند عام 1936 أثناء فترة الاحتلال البريطاني وقبل انفصال باكستان بعد تقسيم الهند. لا يصغره سوى أخت واحدة من بين خمسة من الإخوة واثنتين من الأخوات. كان والده عبد الغفور خان مدرسًا تقاعد عام 1935، لذا نشأ الابن عبد القدير تحت جناح أبيه المتفرغ لتربيته ورعايته.
كانت زليخة بيجوم والدة خان سيدة تقية تلتزم بالصلوات الخمس ومتقنة للغة الأردية والفارسية، لذلك نشأ الدكتور عبد القدير خان متدينًا ملتزمًا بصلواته.
تخرج من مدرسة الحامدية الثانوية ببوبال ثم هاجر إلى باكستان في عام 1952 بحثا عن حياة أفضل. توفي والده في بوبال عام 1957، حيث أنه لم يهاجر مع أبنائه إلى باكستان.
تخرج من كلية دیارام جيته للعلوم بجامعة كراتشي عام 1960، وعمل في وظيفة مفتش للأوزان والقياسات، وهي وظيفة حكومية من الدرجة الثانية، إلا أنه استقال منها بعد ذلك.

## العمل في الخارج
سافر عبد القدير خان من جديد لاستكمال دراسته فالتحق بجامعة برلين التقنية، حيث أتم دورة تدريبية لمدة عامين في علوم المعادن. كما نال الماجستير عام 1967 من جامعة دلفت التكنولوجية في هولندا ودرجة الدكتوراه عام 1972 من جامعة لوفين البلجيكية.
لم يكن ترك الدكتور عبد القدير خان لألمانيا وسفره إلى هولندا سعيًا وراء العلم. بل كان بسبب رغبته الزواج بالآنسة هني الهولندية -ذات الأصل الأفريقي- التي قابلها بمحض الصدفة في ألمانيا. وبالفعل تمت مراسم الزواج في أوائل الستينيات بالسفارة الباكستانية بهولندا.
حاول الدكتور عبد القدير مرارًا الرجوع إلى باكستان ولكن دون جدوى. حيث تقدم لوظيفة بمصانع الحديد في كراتشي بعد نيله درجة الماجستير، ولكن رفض طلبه بسبب قلة خبرته العملية، وبسبب ذلك الرفض أكمل دراسة الدكتوراه في بلجيكا؛ ليتقدم مرة أخرى لعدة وظائف بباكستان، ولكن دون تسلم أية ردود لطلباته. في حين تقدمت إليه شركة FDO الهندسية الهولندية ليشغل لديهم وظيفة كبير خبراء المعادن فوافق على عرضهم
في ذلك الحين كانت شركة FDO الهندسية على صلة وثيقة بمنظمة اليورنكو- أكبر منظمة بحثية أوروبية والمدعمة من أمريكا وألمانيا وهولندا. كانت المنظمة متهمة أيامها بتخصيب اليورانيوم من خلال نظام آلات النابذة Centrifuge system. التفاصيل التقنية المستخدمة لنظام الآت النابذة تعد سرية لأنها قد تستخدم في تطوير القنبلة النووية. تعرض البرنامج لعدة مشاكل تتصل بسلوك المعدن استطاع الدكتور عبد القدير خان بجهده وعلمه التغلب عليها. ومنحته هذه التجربة مع نظام الآلات النابذة خبرة قيمة كانت هي الأساس الذي بنى عليه برنامج باكستان النووي فيما بعد.
في عام 1974 فجرت الهند قنبلتها النووية الأولى في حينها كان الدكتور عبد القدير خان قد وصل إلى مستقبل مهني ممتاز بكونه واحد من أكبر العلماء الذين عملوا في هذا المجال وأيضا كان له حق الامتياز في الدخول إلى أكثر المنشآت سرية في منظمة اليورنكو وكذلك إلى الوثائق الخاصة بتكنولوجيا الآلات النابذة.
على إثر تجارب الهند النووية أرسل الدكتور خان رسالة إلى رئيس وزراء باكستان "ذو الفقار علي بوتو" قائلا فيها: أنه حتى يتسنى لباكستان البقاء كدولة مستقلة فإن عليها إنشاء برنامج نوويّ".دعاه الرئيس لزيارة باكستان بعد تلك الرسالة بعشرة أيام ثم دعاه مره أخرى في عام 1975 وطلب منه عدم الرجوع لهولندا ليرأس برنامج باكستان النووي.
أبلغ الدكتور زوجته الهولندية بالخبر والذي كان سيعني تركها لهولندا إلى الأبد وافقت هي على قراره عندما علمت برغبته في تقديم شيء لبلده. تقول التحقيقات التابعة للسلطات الهولندية في ذلك الحين أنهم توصلوا إلى أن الدكتور عبد القدير خان قد نقل معلومات عالية السرية لوكالة الاستخبارات الباكستانية إلا أنهم لم يتوصلوا إلى أي دليل يثبت ان كان الدكتور قد أرسل منذ البداية إلى هولندا كجاسوس أو أنه هو الذي عرض ذلك على السلطات الباكستانية فيما بعد.
في عام 1975 ترك الدكتور خان هولندا بشكل مفاجئ وفي عام 1976 عاد إلى باكستان ومنذ ذلك الحين استقرت عائلة خان في باكستان

## تطوير الأسلحة النووية
في عام 1974 أطلقت مفوضية الطاقة الذرية الباكستانية (PAEC) برنامج تخصيب اليورانيوم. وفي عام 1976 انضم خان إلى المفوضية إلا أنه لم يستطع إنجاز شيء من خلالها. لذا في شهر يوليو من نفس العام أسّس معامل هندسية للبحوث في مدينة كاهوتا  القريبة من مدينة روالبندي بعدما أخذ الموافقة من رئيس الوزراء ذو الفقار علي بوتو بأن تكون له حرية التصرف من خلال هيئة مستقلة خاصة ببرنامجه النووي. وفي عام 1981 وتقديرًا لجهوده في مجال الأمن القومي الباكستاني غيّر الرئيس الأسبق ضياء الحق اسم المعامل إلى معامل الدكتور عبد القدير خان للبحوث. أصبحت المعامل بؤرة لتطوير تخصيب اليورانيوم حيث عمل خان على العديد من المشاريع لتطوير الأسلحة الباكستانية النووية.
يتلخص إنجاز الدكتور عبد القدير خان العظيم في تمكنه من إنشاء مفاعل كاهوتا النووي في ستة أعوام-والذي يستغرق عادة عقدين من الزمان في أكثر دول العالم تقدما- وكان ذلك بعمل ثورة إدارية على الأسلوب المتبع عادة من فكرة ثم قرار ثم دراسة جدوى ثم بحوث أساسية ثم بحوث تطبيقية ثم عمل نموذج مصغر ثم إنشاء المفاعل الأولي، والذي يليه هندسة المفاعل الحقيقي، وبناؤه وافتتاحه. قام فريق الدكتور خان بعمل كل هذه الخطوات دفعة واحدة.
استخدم فريق الدكتور خان تقنية تخصيب اليورانيوم لصناعة أسلحتهم النووية. هناك نوعان من اليورانيوم يوليهما العالم الاهتمام: يورانيوم-235 ويورانيوم 238. ويعتبر اليورانيوم235 أهمهما؛ حيث هو القادر على الانشطار النووي وبالتالي إنشاء الطاقة. يستخدم هذا النوع من اليورانيوم في المفاعلات الذرية لتصنيع القنبلة الذرية.
ولكن نسب اليورانيوم 235 في اليورانيوم الخام المستخرج من الأرض ضئيلة جدا تصل إلى 0.7 % وبالتالي لا بد من تخصيب اليورانيوم لزيادة نسبة اليورانيوم 235؛ إذ لا بد من وجود نسبة يورانيوم 235 بنسبة 3-4% لتشغيل مفاعل ذري وبنسبة 90 % لصناعة قنبلة ذرية. يُخَصَّبُ اليورانيوم باستخدام أساليب غاية في الدقة والتعقيد وتمكنت معامل كاهوتا من ابتكار تقنية باستخدام آلات النابذة، والتي تستهلك عُشْر الطاقة المستخدمة في الأساليب القديمة. تدور نابذات كاهوتا بسرعات تصل إلى 100ألف دورة في الدقيقة الواحدة.
يقول الدكتور عبد القدير خان في إحدى مقالاته: أحد أهم عوامل نجاح البرنامج في زمن قياسي كان درجة السرية العالية التي حُوفِظَ عليها، وكان لاختيار موقع المشروع في مكان ناءٍ كمدينة كاهوتا أثر بالغ في ذلك. كان الحفاظ على أمن الموقع سهلا بسبب انعدام جاذبية المكان للزوار من العالم الخارجي، كما أن موقعه القريب نسبيًا من العاصمة يسر لنا اتخاذ القرارات السريعة، وتنفيذها دون عطلة. وما كان المشروع ليختفي عن عيون العالم الغربي لولا عناية الله، ثم إصرار الدولة كلها على إتقان هذه التقنية المتقدمة التي لا يتقنها سوى أربع أو خمس دول في العالم. ما كان لأحد أن يصدق أن دولة غير قادرة على صناعة إبر الخياطة ستتقن هذه التقنية المتقدمة". أيضا وقد قالت رئيسة الوزراء السابقة بينظير بوتو أنها هي أيضا لم يكن يسمح لها بزيارة معامل خان للبحوث.
قام الفريق الباكستاني لمعامل الدكتور عبد القدير خان للبحوث بتصميم النابذات وتنظيم خطوط الأنابيب الرئيسية وحساب الضغوط وتصميم البرامج والأجهزة اللازمة للتشغيل. استغرق العمل على مشروع بناء الآلات النابذة ثلاث سنوات فقط.
امتدت أنشطة معامل خان البحثية لتشمل بعد ذلك برامج دفاعية مختلفة؛ حيث تصنع صواريخ وأجهزة عسكرية أخرى كثيرة وأنشطة صناعية وبرامج وبحوث تنمية، وأنشأت معهدا للعلوم الهندسية والتكنولوجية ومصنعًا للحديد والصلب، كما أنها تدعم المؤسسات العلمية والتعليمية.
في البداية كان يقوم الدكتور عبد القدير خان بشراء كل ما يستطيع من إمكانات من الأسواق العالمية بفضل صِلاته بشركات الإنتاج الغربية المختلفة لكن حين علم العالم بتمكن باكستان من صناعة القنبلة النووية ثار على الحكومة الباكستانية وبدأت الضغوط تمارس على الحكومة من جميع الجهات ما بين عقوبات اقتصادية وحظر على التعامل التجاري وهجوم وسائل الإعلام الشرس على الشخصيات الباكستانية. كما رُفِعَت قضية على الدكتور عبد القدير خان في هولندا بتهمة سرقة وثائق نووية سرية وحكم عليه غيابيا بأربع سنوات لكن في الاستئناف قُدِّمَت وثائق من قبل ستة أساتذة عالميين أثبتوا فيها أن المعلومات التي كانت مع الدكتور عبد القدير خان من النوع العادي، وأنها منشورة في المجلات العلمية منذ سنين. أُسْقِطَت بعدها التهمة من قبل محكمة أمستردام العليا. يقول الدكتور عبد القدير خان: إنه حصل على تلك المعلومات بشكل عادي من أحد أصدقائه؛ إذ لم يكن لديهم بعد مكتبة علمية مناسبة أو المادة العلمية المطلوبة.
بعد هذا الهجوم بدأ المشروع في إنتاج جميع حاجياته بحيث أصبح مستقلا تماما عن العالم الخارجي في صناعة جميع ما يلزم المفاعل النووي. تحدث الدكتور خان عن هذه الفترة قائلا: في حين كان العالم المتقدم يهاجم برنامج باكستان النووي بشراسة كان أيضًا يغض الطرف عن محاولات شركاته المستميتة لبيع الأجهزة المختلفة لنا! بل كانت هذه الشركات تترجّانا لشراء أجهزتها. كان لديهم الاستعداد لعمل أي شيء من أجل المال ما دام المال وفيرًا!
وتعدّ التجارب النووية الست التي قامت بها باكستان في مايو 1998 بمثابة تأشيرة دخول باكستان إلى النادي النووي، وأصبح عبد القدير خان بسببها بطل باكستان الثاني بعد محمد علي جناح -أول رئيس لباكستان- كما أطلقت عليه الصحافة لقب «أبو القنبلة الذرية الإسلامية»، وامتلأت شوارع المدن الباكستانية بصوره، خاصة مع المجهودات الخيرية التي كان يقوم بها مثل إنشاء العديد من المدارس، وحملته لمكافحة الأميّة. وفي تلك الفترة، نال خان 13 ميدالية ذهبية من معاهد ومؤسسات قومية مختلفة، ونشر حوالي 150 بحثًا علميًا في مجلات علمية عالمية، كما مُنح عام 1989 «وسام هلال الامتياز».
وفي العام 1996 نال «نيشان الامتياز» ـ وهو أعلى وسام مدني تمنحه دولة باكستان ـ تقديرًا لإسهاماته المهمّة في العلوم والهندسة.

## نشر تكنولوجيا الأسلحة النووية
في شهر أكتوبر 2003 أوقفت زوارق تابعة لخفر السواحل الإيطالي سفينة شحن ترفع العلم الألماني متجهة نحو ليبيا اسمها بي. بي. سي. الصين. ووجدت السلطات لدى تفتيش السفينة أن على متنها أدوات أجهزة دقيقة وأنابيب مصنوعة من الألومنيوم ومضخات جزيئية وغيرها من عناصر بناء حوالي عشرة آلاف جهاز طرد مركزي للغاز مصممة لتخصيب اليورانيوم بمواصفات ضرورية لصنع سلاح نووي.
وتُعُقِبَت هذه العناصر إلى شركة هندسية ماليزية تباع أسهمها في سوق الأسهم تعرف باسم شركة سكومي للهندسة الدقيقة. وقد صنعت شركة سكومي هذه القطع بطلب من مواطن من سريلانكا يدعى بهاري سيد أبو طاهر. ورتّب أبو طاهر، عن طريق شركة في دبي يملكها ويستخدمها كواجهة، وهي شركة س. م. ب. لأجهزة الكمبيوتر، شحن القطع إلى ليبيا لاستخدامها في برنامج أسلحتها النووية السري.
كانت عملية اعتراض السفينة ومصادرة حمولتها الخيط الذي كشف شبكة نشر الأسلحة النووية التي كانت تعمل في الخفاء بإمرة أبو طاهر والعالم النووي عبد القدير خان.
وسرعان ما بدأت الاتهامات توجه إلى الدكتور عبد القدير خان ببيع وتسريب معلومات ومواد تستخدم في تصنيع القنبلة الذرية لعدة دول مثل إيران والعراق وليبيا وكوريا الشمالية وسوريا مما اضطره لترك العمل في معامله البحثية والعمل في منصب المستشار العلمي للحكومة بقرار من الرئيس الباكستاني برفيز مشرف، إلا ان هذا الإجراء لم يوقف اتهامات المخابرات المركزية الأمريكية لخان حيث إنه يعيش في رفاهية لا يسمح بها دخله، كما أكدت بأنه سافر إلى دبي أكثر من 44 مرة في الفترة ما بين عامي 2000 و 2003 حيث يعقد الصفقات بمشاركة زميله محمد فاروق وهو ماسمته بـ (شبكة خان النووية).كما ذكرت تصريحات للولايات المتحدة الأمريكية بأنها حصلت على تصميمات لرؤوس صواريخ نووية وضعها خان وبيعت بواسطة تاجر أسلحة إلى ليبيا التي سلمتها بدورها إلى الولايات المتحدة بعدما فتحت طرابلس أبوابها لمفتشي وكالة الطاقة الذرية.
ورغم إنكار السلطات الباكستانية، إلا أن التليفزيون الباكستاني عرض لقاءً مع عبد القدير خان ـ في فبراير 2004 ـ يعترف فيه بمسؤوليته عن إتمام صفقات لنقل التكنولوجيا النووية الباكستانية إلى دول أخرى لم يسمّها، ونفى أي صلة للحكومة بهذه الصفقات، كما اعترف بمسؤوليته عن الفساد المالي بمعهد خان للأبحاث، وطالب الرأي العام الباكستاني بالصفح والغفران.
وبرغم أن هذه الاعترافات جاءت بعد خضوع خان للاستجواب في نوفمبر 2003 ولأول مرة من قبل لجنة تحقيق مكونة من ثلاثة جنرالات إلا أنها لم تحسم الجدل الثائر حول عبد القدير خان فالمعارضة الباكستانية - وخاصة الإسلامية - تعتقد أن الاعترافات كانت نتيجة ضغوط وتهديدات من الإدارة الأميركية التي تستخدم البرامج النووية لفرض هيمنتها على الدول الإسلامية وبالتالي فهي لا يعتد بها. وتساءلت الصحافة الباكستانية إذا كانت هذه الاعترافات صحيحة وإذا كان متهمًا، فلماذا لم يُقدَّم للمحاكمة؟
ومن ناحية أخرى اهتمت الصحف الهندية بهذا الاعتراف ورأت أنه أكبر دليل على تورط باكستان بتزويد منظمات إرهابية بأسلحة نووية كما أشارت إلى احتمال تورط الرئيس الباكستاني برفيز مشرف نفسه في شبكة خان النووية، هذا ما أنكره مشرف على لسانه مؤكدًا عدم تورط الجيش أو الحكومة في مثل هذه الأنشطة.
انقسم الشعب الباكستاني ما بين نافٍ لحقيقة هذه التصريحات وبين مصاب بخيبة أمل في هذا البطل الوطني. وكان خان قد وُضع رهن الإقامة الجبرية بعد اعترافه المتلفز عام 2004 . وقال ساردار محمد إسلام كبير قضاة المحكمة العليا في إسلام آباد في حكمه إن خان يمكنه لقاء أقاربه بعد الحصول على تصريح أمني ويمكنه اختيار الرعاية الصحية التي يريدها ولكن لن يسمح له بإجراء مقابلات إعلامية.
وعلى الرغم من أن الرئيس برفيز مشرف قد أصدر عفوًا يقضى برفع الإقامة الجبرية عنه، إلا أن الدكتور خان ما زال يقبع بين زوايا منزله في العاصمة إسلام آباد بأمر من السلطات الباكستانية. وأعلنت السلطات أكثر من مرة منذ إصدار العفو أنها أجرت تحقيقات مكثفة وفعالة تثبت أن شبكة خان في باكستان فُتِّتَت. إلى أن الدكتور خان عاد من جديد في 5-6- 2008 لينفي تسريبه أي معلومات نووية إلى إيران وليبيا، مكتفيًا بالإشارة إلى أنه أرشد هذه الدول إلى الشركات الأوروبية التي يمكن أن تمدهم بالتكنولوجيا اللازمة للمشاريع النووية، وأنه تعرض في 2004 لضغوط دفعته إلى الاعتراف بما لم يقترفه.

## توقع الإفراج
توقع إقبال جعفري محامي عبد القدير خان الإفراج عن موكله قريبا لكنه تحدث عن أن أجهزة الأمن الباكستانية قامت بزرع أجهزة للتنصت على خان وفقا لما أبلغه موكله. وعقب لقاء المحامي بخان أطل العالم خان من المنزل برفقة زوجته ولوح لكاميرات التلفزيون والصحفيين في الشارع بالخارج، وهي المرة الأولى التي يشاهد فيها منذ وضع رهن الإقامة الجبرية. أعرب عبد القدير خان عن أمله في أن تطلق الحكومة الجديدة سراحه قريبا، وأن تضع حدا للقيود «غير القانونية» المفروضة عليه. وقد استبعد مصدر حكومي أن يُطْلَق سراح خان في وقت قريب، مشيرا إلى أن مسألة إطلاق سراحه لم تبحث بجدية في مناقشات وضع السياسات، وذلك رغم تصريحات زعيم حزب الرابطة الإسلامية ورئيس الوزراء الأسبق نواز شريف بأن التجاوزات التي لحقت بعبد القدير خان سَتُصَحَح.

## مرضه
في 22 من شهر أغسطس من عام 2006 أعلنت السلطات الباكستانية أن الدكتور عبد القدير خان يعاني من سرطان في البروستاتا وأنه تحت العلاج. وفي 9 سبتمبر من نفس العام أجريت له عملية استئصال الورم في مستشفى بكراتشي وقال الأطباء أن العملية قد نجحت. وهو يعاني أيضا من جلطة بساقه وقد صرحت زوجته أنه بحال جيدة لكن خان يقول أن هذا بسبب الاحتجاز. وفي 5-3-2008 نقل خان لمستشفى إسلام آباد وهو يعاني من انخفاض في الضغط وارتفاع في درجة الحرارة وكان ذلك نتيجة إصابته بالتهاب، تحسن خان وسمح له بالخروج من المستشفى بعد أربعة أيام.

## تصريحات جديدة لخان
أكّد عبد القدير خان ارتباط اغتيال رئيسة وزراء باكستان السابقة بي نظير بوتو بإعلانها بفتح التحقيقات الدولية حول المافيا الدولية التي تدير الشبكة السرية الخاصة بتهريب الأسرار النووية دولياً. وقد أدلى بتصريحات اتهم فيها الرئيس الباكستاني برويز مشرف بالعمل على تطبيق الأجندة الأمريكية في البلاد، وقال إن الإدارة الأمريكية تخطط حالياً من أجل تفكيك باكستان. وقال الدكتور خان بأنه لا يعترف بالوكالة الدولية للطاقة الذرية وأنه ليس ملزماً للمثول أمامها وقال إنها ليست وكالة دولية، بل وكالة أمريكية صهيونية. وكشف أيضاً بأن الجهات التي تقف وراء اغتيال بينظير بوتو هي التي تسعى لاغتياله هو الآخر، موضحاً أن القوى التي ورطته في أزمته الحالية وجعلته يعترف بتسريب الأسرار النووية هي التي تقف وراء اغتيال بوتو. وقال إن بينظير بوتو كانت سيدة جريئة، وأن إعلانها إجراء تحقيقات في قضية تسريب الأسرار النووية هو الذي عرضها للاغتيال. وحول تورطه في تسريب الأسرار النووية إلى ليبيا.
أوضح الدكتور خان: أن بلاده حصلت على المعدات النووية من نفس الشخص الذي زود ليبيا بها، نافياً أن تكون باكستان قد زودت ليبيا بأي معدات. وأوصى الدكتور خان مؤسس البرنامج النووي الباكستاني بمعرفة الحقائق من زوجته وبناته في حال تعرضه لموت غير طبيعي، موضحاً أنه أطلع أسرته على الحقائق. وقال إن بوتو أعلنت أنها تعتزم إجراء تحقيقات مفصلة للكشف عن الشخصيات المتورطة في تهريب الأسرار النووية، موضحاً أن هذه الشخصيات هي التي خططت لاغتيالها.
وحول إسرائيل فقد نقلت وكالة أنباء (آن لاين نيوز) الباكستانية تصريحات عبد القدير خان التي أكد فيها أنه تم في السابق إبلاغ إسرائيل بأن تفكر قبل شن أي هجوم على باكستان، أن باكستان حصلت على صلاحية تدمير تل أبيب في لحظات قبل فترة طويلة.
وحول التحقيق في قضية اغتيال بينظير بوتو قال عبد القدير خان: أن التحقيقات إذا جرت بطريقة مستقلة فإنها سوف تكشف عن تورط أسماء شخصيات بارزة.
وفي مقابلة له في 4-7-2008 صرح أن الرئيس مشرف كان على علم بكل ما كان يحدث وأن له دور بارز في شبكة نشر الأسلحة النووية وأنه كان مجرد كبش فداء.

## الإفراج عنه
أُفرج عن العالم عبد القدير خان في يوم الجمعة 6 فبراير 2009 بعد خمس سنوات قضاها تحت الإقامة الجبرية مؤكدا أنه لن يضلع في أي نشاطات سياسية وأنه أصبح مواطنا حرا، في ظل قلق إسرائيلي أمريكي ودولي كبيرين والمطالبة بضمانات حول عدم تورطه في نشر الأسلحة النووية.

## وفاته
توفي عبد القدير خان يوم الأحد 10 أكتوبر 2021 في إسلام آباد عاصمة باكستان عن عمر ناهز 85 سنة.